# Comuna Kolding (1970-2006)
Kolding (Kolding Kommune) a fost o comună din comitatul Vejle Amt, Danemarca, care a existat între anii 1970-2006. Comuna avea o suprafață totală de 238,64 km² și o populație de 63.583 de locuitori (în 2005), iar din 2007 teritoriul său face parte din comuna Kolding.
1. ↑  Danske borgmestre 1970-2018 (PDF)